# Choo Mi-ae

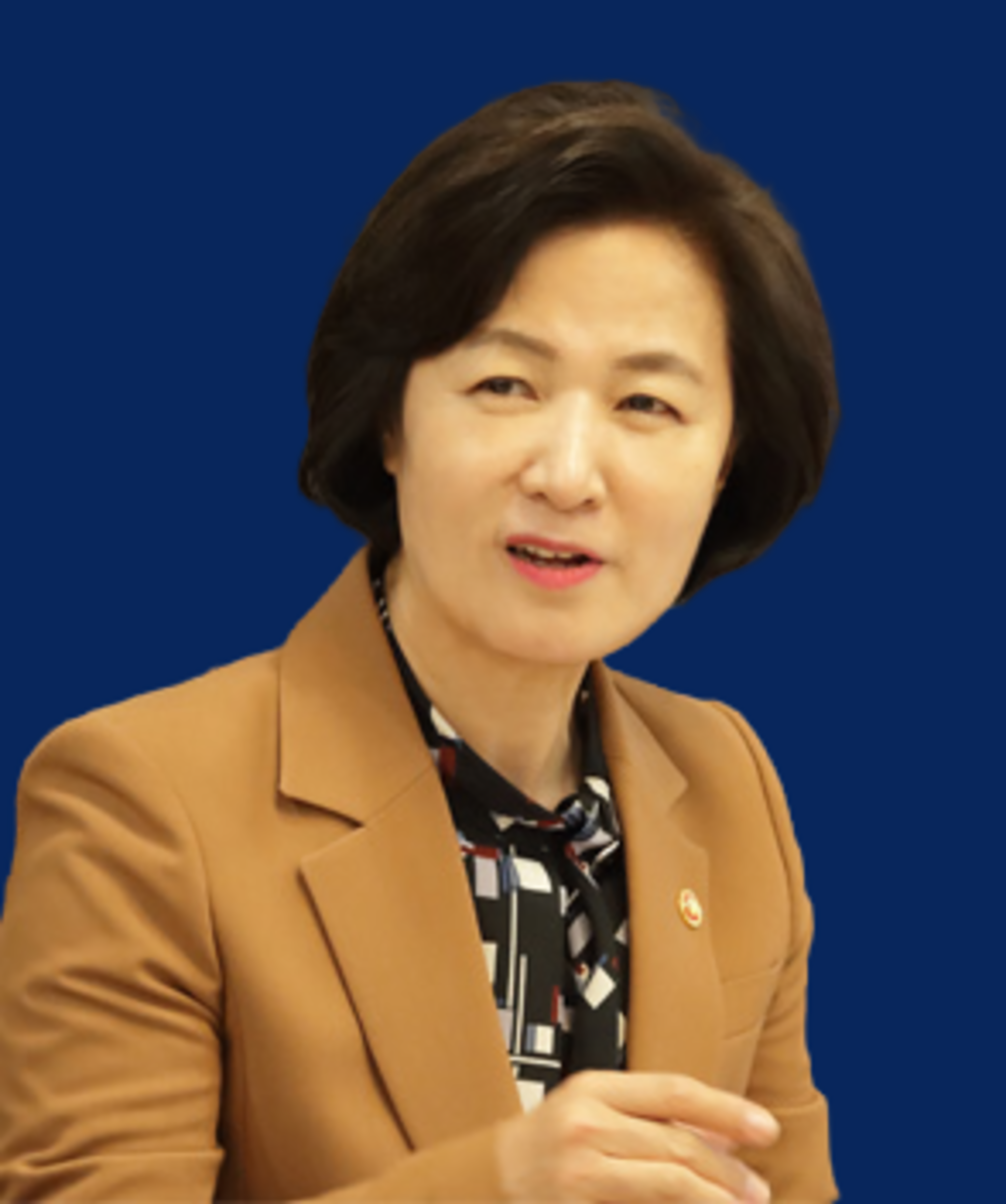
Choo Mi-ae (2020)

Choo Mi-ae (* 23. Oktober 1958 in Daegu) ist eine südkoreanische Politikerin, welche seit dem 2. Januar 2020 als Justizministerin des Landes amtiert. Sie ist zudem Mitglied der Gukhoe, wo sie den Sitz B des Gwangjin-gu, einen östlichen Bezirk der Stadt Seoul vertritt. Zwischen 2016 und 2018 war sie Vorsitzende der Deobureo-minju-Partei.
Im September 2020 geriet Choo in die Kritik, da sie im Verdacht steht, eine bevorzugte Behandlung für ihren Sohn beim Militärdienst erreichen zu wollen.